# Trichocerca uncinata
Trichocerca uncinata är en hjuldjursart som först beskrevs av Voigt 1902.  Trichocerca uncinata ingår i släktet Trichocerca och familjen Trichocercidae. Arten är reproducerande i Sverige. Inga underarter finns listade i Catalogue of Life.